# 10 février aux Jeux olympiques d'hiver de 2022
Pour un article plus général, voir Jeux olympiques d'hiver de 2022.
Le jeudi 10 février aux Jeux olympiques d'hiver de 2022 est le neuvième jour de compétition.

## Programme
| Heure UTC+8 (Pékin)                           |               |
| bleu                                          | Cérémonie     |
| neutre                                        | Épreuve       |
| or                                            | Finale        |
| orange                                        | Petite finale |
| rose                                          | Reporté       |
| gris                                          | Annulé        |
| Compétition masculine                         | Hommes        |
| Compétition féminine                          | Femmes        |
| Compétition mixte (hommes et femmes mélangés) | Mixte         |
| Compétition en couple (1 homme et 1 femme)    | Couple        |
| modifier                                      |               |

| Horaire | Discipline Spécialité | Discipline Spécialité               | Discipline Spécialité                         | Phase                                | Résultats                                                  | Références |
| ------- | --------------------- | ----------------------------------- | --------------------------------------------- | ------------------------------------ | ---------------------------------------------------------- | ---------- |
| 09 h 05 |                       | Curling Tournoi féminin             | Compétition femmes                            | Premier tour 1re session             | 5 - 6                                                      | -          |
| 09 h 05 |                       | Curling Tournoi féminin             | Compétition femmes                            | Premier tour 1re session             | 7 - 6                                                      | -          |
| 09 h 05 |                       | Curling Tournoi féminin             | Compétition femmes                            | Premier tour 1re session             | 8 - 5                                                      | -          |
| 09 h 05 |                       | Curling Tournoi féminin             | Compétition femmes                            | Premier tour 1re session             | 3-9                                                        | -          |
| 09 h 30 |                       | Snowboard Half-pipe femmes          | Compétition femmes                            | Finale                               | Chloe Kim · Queralt Castellet · Sena Tomita                | -          |
| 09 h 30 |                       | Patinage artistique Programme libre | Compétition hommes                            | Finale                               | Nathan Chen · Yuma Kagiyama · Shōma Uno                    | -          |
| 09 h 30 |                       | Skeleton Épreuve masculine          | Compétition hommes                            | Manche 1                             | -                                                          | -          |
| 10 h 30 |                       | Ski alpin Combiné                   | Compétition hommes                            | Manche 1                             | -                                                          | -          |
| 11 h 00 |                       | Skeleton Épreuve masculine          | Compétition hommes                            | Manche 2                             | -                                                          | -          |
| 11 h 15 |                       | Snowboard Cross hommes              | Compétition hommes                            | Qualifications                       | -                                                          | -          |
| 12 h 10 |                       | Hockey sur glace Tournoi masculin   | Compétition hommes                            | Tour préliminaire Groupe C - Match 3 | 3-2                                                        | -          |
| 14 h 00 |                       | Snowboard Cross hommes              | Compétition hommes                            | Finale                               | Alessandro Hämmerle · Éliot Grondin · Omar Visintin        | -          |
| 14 h 05 |                       | Curling Tournoi masculin            | Compétition hommes                            | Premier tour 2e session              | 4 - 7                                                      | -          |
| 14 h 05 |                       | Curling Tournoi masculin            | Compétition hommes                            | Premier tour 2e session              | 5 - 6                                                      | -          |
| 14 h 05 |                       | Curling Tournoi masculin            | Compétition hommes                            | Premier tour 2e session              | 4 - 7                                                      | -          |
| 14 h 05 |                       | Curling Tournoi masculin            | Compétition hommes                            | Premier tour 2e session              | 7 - 5                                                      | -          |
| 14 h 15 |                       | Ski alpin Combiné (manche 2)        | Compétition hommes                            | Finale                               | Johannes Strolz · Aleksander Aamodt Kilde · James Crawford | -          |
| 15 h 00 |                       | Ski de fond Classique (10 km)       | Compétition femmes                            | Finale                               | Therese Johaug · Kerttu Niskanen · Krista Pärmäkoski       | -          |
| 16 h 40 |                       | Hockey sur glace Tournoi masculin   | Compétition hommes                            | Tour préliminaire Groupe C - Match 4 | 6 - 2                                                      | -          |
| 19 h 00 |                       | Ski acrobatique Saut par équipe     | Compétition mixte (hommes et femmes ensemble) | Finale                               | États-Unis · Chine · Canada                                | -          |
| 20 h 00 |                       | Patinage de vitesse 5 000 mètres    | Compétition femmes                            | Finale                               | Irene Schouten · Isabelle Weidemann · Martina Sáblíková    | -          |
| 20 h 05 |                       | Curling Tournoi féminin             | Compétition femmes                            | Premier tour 2e session              | 12 - 7                                                     | -          |
| 20 h 05 |                       | Curling Tournoi féminin             | Compétition femmes                            | Premier tour 2e session              | 2 - 8                                                      | -          |
| 20 h 05 |                       | Curling Tournoi féminin             | Compétition femmes                            | Premier tour 2e session              | 7 - 5                                                      | -          |
| 20 h 05 |                       | Curling Tournoi féminin             | Compétition femmes                            | Premier tour 2e session              | 5 - 7                                                      | -          |
| 21 h 10 |                       | Hockey sur glace Tournoi masculin   | Compétition hommes                            | Tour préliminaire Groupe A - Match 5 | 8 - 0                                                      | -          |
| 21 h 10 |                       | Hockey sur glace Tournoi masculin   | Compétition hommes                            | Tour préliminaire Groupe A - Match 6 | 5 - 1                                                      | -          |
| 21 h 30 |                       | Luge Relais par équipes             | Compétition mixte (hommes et femmes ensemble) | Finale                               | Allemagne · Autriche · Lettonie                            | -          |

## Tableau des médailles provisoire
- Pays organisateur (Chine)

| Rang  | Nation     | Or | Argent | Bronze | Total |
| ----- | ---------- | -- | ------ | ------ | ----- |
| 01    | États-Unis | 3  | 0      | 0      | 3     |
| 02    | Autriche   | 2  | 1      | 0      | 3     |
| 03    | Norvège    | 1  | 1      | 0      | 2     |
| 04    | Allemagne  | 1  | 0      | 0      | 1     |
| 05    | Canada     | 0  | 1      | 2      | 3     |
| 05    | Japon      | 0  | 1      | 2      | 3     |
| 07    | Finlande   | 0  | 1      | 1      | 2     |
| 08    | Chine      | 0  | 1      | 0      | 1     |
| 08    | Espagne    | 0  | 1      | 0      | 1     |
| 10    | Italie     | 0  | 0      | 1      | 1     |
| 10    | Lettonie   | 0  | 0      | 1      | 1     |
| Total | Total      | 7  | 7      | 7      | 21    |

| Rang  | Nation           | Or | Argent | Bronze | Total |
| ----- | ---------------- | -- | ------ | ------ | ----- |
| 01    | Allemagne        | 6  | 3      | 0      | 9     |
| 02    | Norvège          | 5  | 3      | 4      | 12    |
| 03    | Autriche         | 4  | 5      | 4      | 13    |
| 04    | États-Unis       | 4  | 5      | 1      | 10    |
| 05    | Pays-Bas         | 4  | 3      | 1      | 8     |
| 06    | Suède            | 4  | 1      | 2      | 7     |
| 07    | Chine            | 3  | 3      | 0      | 6     |
| 08    | Italie           | 2  | 4      | 2      | 8     |
| 09    | ROC              | 2  | 3      | 6      | 11    |
| 10    | Slovénie         | 2  | 1      | 2      | 5     |
| 11    | France           | 1  | 5      | 0      | 6     |
| 12    | Canada           | 1  | 4      | 7      | 12    |
| 13    | Japon            | 1  | 2      | 4      | 7     |
| 14    | Suisse           | 1  | 0      | 3      | 4     |
| 15    | Australie        | 1  | 0      | 1      | 2     |
| 15    | Tchéquie         | 1  | 0      | 1      | 2     |
| 15    | Corée du Sud     | 1  | 0      | 1      | 2     |
| 18    | Nouvelle-Zélande | 1  | 0      | 0      | 1     |
| 18    | Slovénie         | 1  | 0      | 0      | 1     |
| 20    | Finlande         | 0  | 1      | 2      | 3     |
| 21    | Biélorussie      | 0  | 1      | 0      | 1     |
| 21    | Espagne          | 0  | 1      | 0      | 1     |
| 23    | Hongrie          | 0  | 0      | 2      | 2     |
| 24    | Lettonie         | 0  | 0      | 1      | 1     |
| 24    | Pologne          | 0  | 0      | 1      | 1     |
| Total | Total            | 45 | 45     | 45     | 135   |